# Dooling
Dooling és una població dels Estats Units a l'estat de Geòrgia. Segons el cens del 2000 tenia 163 habitants, 54 habitatges, i 38 famílies. La densitat de població era de 136,8 habitants per km².